# سانتا ماریا دل کوبییو
سانتا ماریا دل کوبییو (به اسپانیایی: Santa María del Cubillo) دهستانی در استان آبیلای اسپانیا است.
در این دهستان ۳۴۰ نفر زندگی می‌کنند. مساحت این دهستان ۶۵٬۷۷ کیلومتر مربع است.